# Phoroncidia capensis
Phoroncidia capensis là một loài nhện trong họ Theridiidae.
Loài này thuộc chi Phoroncidia. Phoroncidia capensis được Eugène Simon miêu tả năm 1895.